# Zdeněk Chládek
Zdeněk Chládek (* 25. Mai 1990 in Teplice) ist ein tschechischer Boxer im Weltergewicht.

## Karriere
Chládek ist rund 1,69 m groß und begann 2001 mit dem Boxen. Er wurde Tschechischer Juniorenmeister 2005 und 2006, zudem gewann er die Bronzemedaillen bei den Junioren-Europameisterschaften 2007 in Serbien und den Jugend-Weltmeisterschaften 2008 in Mexiko.
In der Elite-Klasse (Erwachsene) wurde er Tschechischer Meister 2008, 2009, 2010, 2011, 2013, 2014 und 2016. Außerdem ist er Gewinner des internationalen Grand Prix von Ústí nad Labem der Jahre 2007, 2008, 2009, 2010 und 2011, sowie des Feliks Stamm Tournaments 2009.
Er war bisher Teilnehmer der Europameisterschaften 2010, 2011, 2013, 2015 und 2017 sowie der Weltmeisterschaften 2007, 2009, 2011, 2013 und 2015. Bei den Olympischen Spielen 2012 in London schied er im ersten Kampf gegen Urantschimegiin Mönch-Erdene aus.
Zu seinen besiegten Gegnern zählen Bogdan Juratoni, Egidijus Kavaliauskas, Alexander Besputin, Danijar Jeleussinow, Josh Taylor, Rayton Okwiri und Wuttichai Masuk.